# 峨眉柳莺
峨眉柳莺（学名：Phylloscopus emeiensis）为柳莺科柳莺属的鸟类。分布于缅甸和中国大陆四川、贵州等地。该物种的模式产地在四川峨眉山。其种加词“emeiensis”意为“四川峨眉山的”。